# Chlorolydella pulchricornis
Chlorolydella pulchricornis là một loài ruồi trong họ Tachinidae.